# Statilia maculata
Statilia maculata — вид богомолів родини Mantidae.

## Поширення
Вид поширений в Південній, Східній, Південно-Східній Азії від Шрі-Ланки та Індії на схід до Китаю та Японії та на південь до Калімантану і Яви.

## Опис
Самці завдовжки 40-80 мм, самиці — 45-58 мм.

## Підвиди
- Statilia maculata continentalis (Werner, 1935) — Індія (Уттар-Прадеш)
- Statilia maculata maculata (Thunberg, 1784)